# Ђиајете (Ђенова)
Ђиајете је насеље у Италији у округу Ђенова, региону Лигурија.
Према процени из 2011. у насељу је живело 7 становника. Насеље се налази на надморској висини од 905 м.